# UGM-27 Polaris
Die UGM-27 Polaris war eine U-Boot-gestützte ballistische Rakete (SLBM) aus den Vereinigten Staaten. Bei ihrer Einführung war sie die weltweit erste Mittelstreckenrakete mit Feststoffantrieb, die in Serie hergestellt wurde. Weiter waren die Polaris-Raketen die ersten SLBM der United States Navy sowie der Royal Navy.

## Entwicklung
Im Jahr 1948 wurde mit dem „Key West Agreement“ den verschiedenen Teilstreitkräften der Vereinigten Staaten getrennte Rollen in der nuklearen Kriegsführung zugewiesen: die United States Air Force sollte Interkontinentalraketen und die United States Army Mittelstreckenraketen entwickeln. Die United States Navy hatte keine definierte Rolle. Daraufhin beteiligte sich die Navy bei der Entwicklung der PGM-19 Jupiter, welche für die Army entstand. Dabei sollte eine für die Bedürfnisse der Navy angepasste Ausführung der Jupiter entwickelt werden. Für die Leitung dieser Raketenentwicklung wurde das United States Navy Special Projects Office (SPO) unter der Führung von Vizeadmiral William Raborn gegründet. Die Navy war von der Idee, Raketen mit explosiven Flüssigtreibstoffen auf ihren Kriegsschiffen und U-Booten zu stationieren wenig begeistert. Hatte doch die Versuchsreihe Project Pushover mit nachgebauten A4-Raketen, bereits in den 1940er-Jahren die Gefährlichkeit dieser Treibstoffe auf Schiffen verdeutlicht. Anfang 1956 erhielt die Navy die Erlaubnis, stattdessen die Ausführung Jupiter-S mit Feststoffraketentriebwerken zu entwickeln. Die Jupiter-S war eine große und schwere Rakete, welche sich nur schwierig sowie nur in kleiner Anzahl auf U-Booten unterbringen ließ, und dem Programm war kein Erfolg beschieden. Mitarbeiter der Naval Ordnance Test Station gaben daraufhin den Anstoß zur Entwicklung leichtgewichtiger Feststoff-Raketen mit einer Reichweite von 1.850 bis 2.780 km (1.000 bis 1.500 sm). Im Dezember 1956 wurde der Navy vom Verteidigungsminister Charles Erwin Wilson schließlich gestattet, das Jupiter-Programm aufzugeben und eine völlig neue ballistische Rakete mit Feststoffantrieb zu entwickeln.
Das neue Programm erhielt den Namen Polaris und noch vor dem Jahresende wurden Entwicklungsaufträge an Lockheed (Rakete) sowie Aerojet (Raketentriebwerk) vergeben. Diese sollten eine kompakte Rakete entwickeln, die einen leichten Nukleargefechtskopf mit einer Sprengleistung von 1.000 kT über eine Distanz von 2.780 km in Ziel bringen konnte. Die Entwickler sahen sich mit einer großen Anzahl Herausforderungen konfrontiert. Es galt ein leistungsstarkes Feststoffraketentriebwerk mit einem bis dahin unerreicht großen Rumpfdurchmesser zu entwickeln. Dabei musste die Rakete aus einem getauchten U-Boot gestartet werden können. Eine besondere Herausforderung war auch die Entwicklung eines Nukleargefechtskopfes mit einem geringen Gewicht und einer großen Sprengleistung. Im Zuge des Sputnikschocks wurde vom Kabinett Eisenhower dem Polaris-Projekt eine größere Priorität und mehr Finanzmittel zugesprochen, woraufhin die Entwicklung beschleunigt wurde. Gemäß den Vorgaben des Special Projects Office sollte in einem Sofortprogramm bis im Oktober 1960 die Polaris A1 und die definitive Polaris A2 bis im April 1962 fertiggestellt sein. Daneben sollte eine weitere Polaris-Rakete mit einer Reichweite von 4.630 km (2.500 sm) entwickelt werden. Der veranschlagte Preis für eine Polaris-Rakete betrug 9,7 Mio. US-Dollar.
Ab dem 11. Januar 1957 wurden auf der Naval Air Station Point Mugu 22 Teststarts mit den einzelnen Raketenstufen durchgeführt. In der Bucht von San Francisco wurden beim Hunters Point Naval Shipyard ab Juni 1957 Polaris-Attrappen aus einem schwimmenden Raketensilo ausgestoßen. Ab März 1958 wurden Polaris-Attrappen in der Nähe von San Clemente Island aus einem Unterwasser-Raketensilo an die Wasseroberfläche ausgestoßen. Am 24. September 1958 erfolgte ab der Cape Canaveral Space Force Station der erste Testflug einer kompletten Polaris-AX-Testrakete, der mit einer Explosion der Rakete endete. Nach fünf weiteren Fehlschlägen gelang am 20. April 1959 der erste erfolgreiche Testflug einer Polaris-AX-Testrakete mit einer Flugstrecke von über 1.100 km. Am 27. August 1959 wurde die erste Polaris-Rakete auf See von dem umgebauten Frachtschiff USS Observation Island (EAG-154) gestartet. Schließlich startete am 20. Juli 1960 das getauchte U-Boot USS George Washington (SSBN-598/SSN-598) auf der Atlantic Missile Test Range vor Florida innerhalb von zwei Stunden zwei Polaris-Raketen. Dabei legten die Raketen eine Strecke von rund 2.000 km in Richtung Südatlantik zurück. Nach dem ersten Start sendete das U-Boot eine Nachricht an den damaligen US-Präsidenten Dwight D. Eisenhower. Diese lautete: GEORGE WASHINGTON SENDS POLARIS FROM OUT OF THE DEEP TO TARGET. PERFECT. (dt.: George Washington schickt Polaris aus der Tiefe zum Ziel. Perfekt.) Am 28. Oktober 1960 waren die ersten UGM-27A Polaris A1 einsatzbereit und gingen an Bord der USS George Washington im Atlantik auf Patrouille. Eine angedachte Einrüstung der Polaris auf dem Kreuzer USS Long Beach (CGN-9) wurde nicht umgesetzt.
In den darauffolgenden Jahren wurden die Polaris-Raketen weiterentwickelt und modernisiert. Es folgten die UGM-27B Polaris A2 (1962) und die UGM-27C Polaris A3 (1964). Weiter wurde im Rahmen der Vereinbarung von Nassau und dem sogenannten Polaris Sales Agreement mit dem Vereinigten Königreich die UGM-27C Polaris A3 an die Royal Navy geliefert. Ab 1968 gingen diese Raketen dort an Bord der U-Boote der Resolution-Klasse auf Patrouille und wurden später zur Polaris A3TK weiterentwickelt. Die Produktion der Polaris-Raketen endete im Jahr 1969, nachdem 1.153 Raketen produziert worden waren. Davon entsprachen 644 Raketen der Ausführung UGM-27C Polaris A3.

## Technik
Die UGM-27-Polaris-Raketen waren zweistufige, U-Boot-gestützte Mittelstreckenraketen mit Feststoffantrieb. Die Raketen hatte eine typisch zylinderförmige Rumpfgeometrie mit einem Durchmesser von 1.372 mm (54 Zoll) sowie einer flaschenhalsförmigen oder ogiven Raketenspitze. Es entstanden die Ausführungen UGM-27A Polaris A1, UGM-27B Polaris A2 und UGM-27C Polaris A3. Die Raketen unterschieden sich primär in den Raketenstufen und den Gefechtsköpfen. Die Raketen können grob in drei Sektionen aufgeteilt werden: Erste Raketenstufe, zweite Raketenstufe und die Gefechtskopfsektion. Die zweite Raketenstufe verfügte über eine Schubterminierung. Zu diesem Zweck waren an dieser Raketenstufe kopfseitig Öffnungen angebracht, die zum gewünschten Zeitpunkt aufgesprengt wurden, wobei sich der Innendruck in der Treibstoffkammer schlagartig reduziert. Oberhalb vom Raketenmotor der zweiten Raketenstufe befand sich das Instrumentenfach. In diesem war die Lenkeinheit verbaut, die aus einem Trägheitsnavigationssystem sowie einer Elektronikbaugruppe mit einem Digitalcomputer bestand. Für die Übermittlung der Steuerbefehle verlief auf der Raketenoberfläche ein Kabelkanal zum Raketenheck. Zuoberst auf den Raketenstufen war die Gefechtskopfsektion mit dem Wiedereintrittskörper und dem Nukleargefechtskopf aufgesetzt.

## Varianten

### UGM-27A Polaris A1

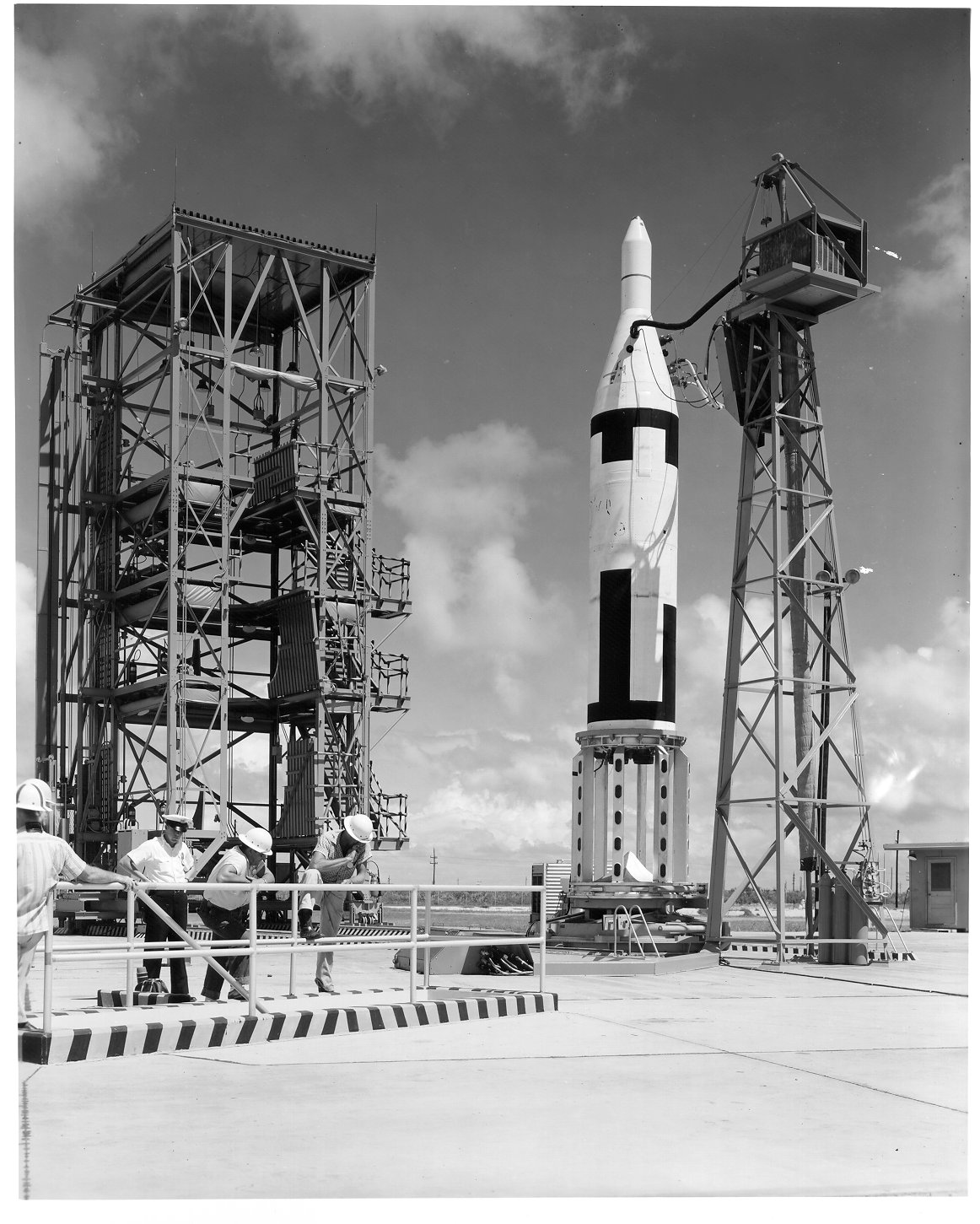
Polaris A1 auf der Startrampe in Cape Canaveral

Die UGM-27A Polaris A1 war im Oktober 1960 einsatzbereit. Bei ihrer Einführung war sie die weltweit erste Mittelstreckenrakete mit Feststoffantrieb, die in Serie hergestellt wurde. Die Rakete hatte eine Länge von 8,69 m und wog rund 13.063 kg. Die beiden Raketenstufen wurden von Aerojet hergestellt und verwendeten vier Düsen. Die Neigung, das Gieren und das Rollen während der Antriebsphase wurde mit sogenannten „Jetavator“-Ringen auf den Düsen gesteuert, die in den Schubstrahl geschoben wurden. Die erste Stufe wog 8.346 kg, wovon 6.895 kg auf den Treibstoff entfielen. Sie entwickelte am Boden einen Startschub von 448 kN und die Brenndauer betrug 54 Sekunden. Die zweite Stufe wog 4.264 kg, wovon 3.311 kg auf den Treibstoff entfielen. Sie entwickelte am Boden einen Startschub von 98 kN und die Brenndauer betrug 70 Sekunden. Beide Stufen hatten einen spezifischen Impuls von 245/266 kg·s/kg (Meereshöhe / Vakuum). Die Stufen verwendeten Ammoniumperchlorat-Verbundtreibstoff (APCP) und die Beplankung bestand aus AMZ-256-Chrom-Vanadium-Stahl. Oben auf der zweiten Raketenstufe befand sich das Instrumentenfach. Darin war die Mk-1-Lenkeinheit vom MIT verbaut. Die Lenkeinheit bestand aus einem inertialen Navigationssystem sowie einer Elektronikbaugruppe mit einem Digitalcomputer. Die Elektronikbaugruppe verwendete Schaltkreise mit kleiner Integration (SSI) mit etwa 400 Gattern. Die gesamte Lenkeinheit wog rund 102 kg. Über dem Instrumentenfach war mit einem flaschenhalsförmigen Adapterkonus der Wiedereintrittskörper aufgesetzt. Dieser Mk-1-Wiedereintrittskörper hatte ein Gewicht von 386 kg und besaß einen ablativen Hitzeschild aus einer Berylliumlegierung. Im Wiedereintrittskörper war der W47-Y1-Nukleargefechtskopf verbaut, der vom Lawrence Livermore National Laboratory (LLNL) entwickelt wurde. Diese Wasserstoffbombe wog rund 313 kg und hatte eine Sprengleistung von 600 kT. Die UGM-27A Polaris A1 hatte eine minimale Reichweite von 930 km sowie eine maximale von rund 2.220 km. Es wurde ein Streukreisradius (CEP) von rund 1,8 km erzielt.
Insgesamt wurden 163 UGM-27A Polaris A1 produziert, wovon 80 auf den fünf U-Booten der George-Washington-Klasse stationiert wurden. Die letzten Polaris A1 auf diesen Booten wurden im Juni 1974 durch die Polaris A3 ersetzt.

### UGM-27B Polaris A2

Polaris A2 auf der Startrampe in Cape Canaveral

Das Vorgängermodell UGM-27A Polaris A1 entstand unter großem Zeitdruck, so dass weder die geforderte Reichweite noch die geforderte Sprengleistung des Nukleargefechtskopfes erreicht werden konnte. Gemäß den Vorgaben des Special Projects Office (SPO) aus dem Jahr 1958 sollte bis im April 1962 eine zweite Polaris-Ausführung mit den geforderten Leistungen einsatzbereit sein. Die Entwicklung der Polaris A2 begann im April 1958 und lief parallel zur Polaris A1. Die erste Polaris A2 wurde am 10. November 1960 auf der Cape Canaveral Space Force Station gestartet und am 23. Oktober 1961 wurde die Polaris A2 zum ersten Mal von der getauchten USS Ethan Allen (SSBN-608) gestartet. Am 26. Juni 1962 schließlich war die Polaris A2 auf demselben Boot operationell.
Bei der UGM-27B Polaris A2 wurde die erste Raketenstufe um 76 cm verlängert. Diese wog 10.160 kg, wovon 8.708 kg auf den Treibstoff entfielen. Darauf aufgesetzt war eine neue zweite Raketenstufe von Hercules Inc. mit vier frei rotierenden Düsen, die zum Schwenken des Schubstrahls kardanisch aufgehängt waren. Die zweite Stufe verwendete einen verbesserten APCP-Triebstoff und die Beplankung bestand aus glasfaserverstärktem Kunststoff (GFK). Sie wog 4.218 kg, wovon 3.356 kg auf den Treibstoff entfielen. Weiter wurde die Mk-1-Lenkeinheit verbessert und mit zuverlässigerer Elektronik ausgestattet. Die Rakete hatte eine Länge von 9,45 m und wog rund 14.515 kg. Anfänglich waren die Polaris A2 mit dem W47-Y1-Nukleargefechtskopf bestückt. Dieser wurde später durch den Mk-1-Wiedereintrittskörper mit einem W47-Y2-Nukleargefechtskopf ersetzt. Diese Wasserstoffbombe hatte ein Gewicht von rund 327 kg und eine Sprengleistung von 1.200 kT. Der W47-Gefechtskopf war von starken Zuverlässigkeitsproblemen geplagt und musste öfter nachgebessert werden. Im Jahr 1966 waren 75 % aller W47-Y2 nicht einsatzbereit, die bis zum Oktober 1967 im Herstellerwerk überholt wurden. Die UGM-27B Polaris A2 hatte eine minimale Reichweite von 930 km sowie eine maximale von rund 2.780 km. Je nach Kampfdistanz wurde ein Streukreisradius (CEP) von 1,2–3,7 km erzielt.
Die USS Ethan Allen (SSBN-608) führte am 6. Mai 1962 den einzigen Test eines kompletten operativen strategischen Waffensystems der USA durch und feuerte eine Polaris A2 im Rahmen des Kernwaffentests Frigate Bird ab. Nach einer Flugstrecke von rund 1.900 km detonierte der W47-Y1-Gefechtskopf mit 600 kT in einer Höhe von rund 3,3 km.
Insgesamt wurden 346 UGM-27B Polaris A2 produziert, wovon 192 auf den fünf U-Booten der George-Washington-Klasse, den fünf Booten der Ethan-Allen-Klasse sowie auf acht Booten der Lafayette-Klasse stationiert wurden. Die letzten Polaris A2 auf diesen Booten wurden im Juni 1974 durch die Polaris A3 ersetzt.

### UGM-27C Polaris A3

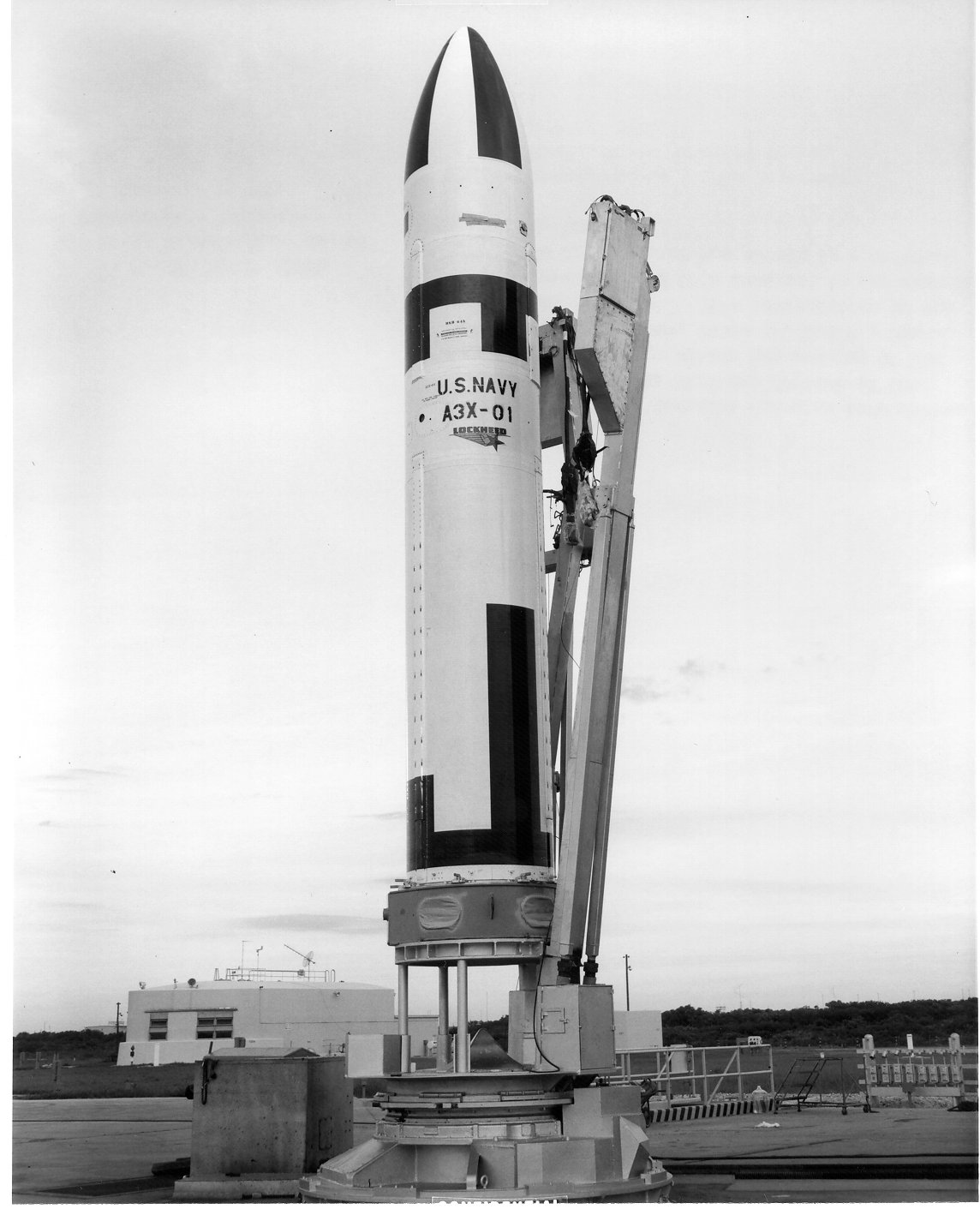
Polaris A3 auf der Startrampe in Cape Canaveral

Auf Grund der sehr kurzen Entwicklungszeit der Polaris A1/A2 konnten viele geplanten Technologien und Verbesserungen nicht in die laufende Entwicklung eingebracht werden. Daraufhin erteilte das Special Projects Office (SPO) den Auftrag, dass bis im Juli 1964 eine finale Polaris-Ausführung fertiggestellt werden sollte. Das Polaris-A3-Programm wurde im Februar 1959 begonnen. Am 7. August 1962 erfolgte von der Cape Canaveral Space Force Station der erste Teststart. Der erste Start ab einem U-Boot wurde am 26. Oktober 1963 von der USS Andrew Jackson (SSBN-619) durchgeführt. Am 28. September 1964 ging die USS Daniel Webster (SSBN-626), mit der Polaris A3 erstmals auf Patrouillenfahrt. Ab 1968 ging die Polaris A3 auch auf den U-Booten der Resolution-Klasse der Royal Navy auf Patrouille.
Bei der Polaris A3 handelte es sich um eine nahezu komplett neu entworfene Rakete. Die Rakete hatte eine Länge von 9,86 m und wog rund 16.200 kg. Die erste Raketenstufe wurde von Aerojet entwickelt. Die Stufe war 3,94 m lang und wog 10.839 kg, wovon 9.424 kg auf den Treibstoff entfielen. Verwendet wurde APCP-Treibstoff und die Beplankung bestand aus glasfaserverstärktem Kunststoff. Die vier frei rotierenden Düsen waren zum Schwenken des Schubstrahls kardanisch aufgehängt. Das Schwenken erfolgte mit einem hydraulischen Antrieb. Die zweite Raketenstufe wurde von Hercules Inc. entwickelt. Die Stufe war 1,40 m lang und wog 4.306 kg, wovon 4.012 kg auf den Treibstoff entfielen. Als Treibstoff wurde Komposit-Modifizierter Doppelbasis-Treibstoff (CMDB) auf der Basis von Cellulosenitrat, Ammoniumperchlorat, Oktogen und Aluminiumpulver als Oxidator verwendet. Die Beplankung bestand aus Glasfaserverstärktem Kunststoff. Die vier Düsen waren starr verbaut und die Richtungssteuerung während des Betriebs erfolgte durch das Einspritzen von flüssigem Freon in den Schubstrahl. Im Instrumentenfach oberhalb der zweiten Raketenstufe war die Mk-2-Lenkeinheit verbaut. Diese war vom MIT mit Unterstützung von General Electric und Hughes entwickelt worden. Die Lenkeinheit bestand aus einem inertialen Navigationssystem sowie einer Elektronikbaugruppe mit einem Digitalcomputer. Für das inertiale Navigationssystem wurden drei IRIG-Trägheitsreferenz-Gyroskope (englisch Inertial Reference Integrating Gyroscopes) verwendet und für die Geschwindigkeitsmessung war ein gepulster PIPA-Geschwindigkeitsmesser (englisch Pulsed Integrating Pendulous Accelerometers) verbaut. Die Elektronikbaugruppe verwendete Schaltkreise mit kleiner Integration (SSI) mit etwa 800 Gattern. Der digitale Steuerungscomputer war mit 512 Mikroprozessoren ausgerüstet und das Taktsignal betrug 81,6 kHz. Gegenüber dem Vorgängermodell war diese Lenkeinheit nur halb so groß und wog rund ein Drittel. Zuoberst auf der Rakete befand sich unter der ogiven Nutzlastverkleidung die Gefechtskopfsektion. Die Ogive war aus mit Aluminiumblechen beplankten Holzwerkstoffplatten gefertigt. Sie enthielt zwei kleine Raketentriebwerke, um die Verkleidung nach deren Absprengen aus der Flugbahn der Rakete zu befördern. Unter der Verkleidung waren auf der zweiten Raketenstufe, auf einer Rahmenkonstruktion drei Mk-2-Wiedereintrittskörper aufgesetzt. Bei diesen wurde als Hitzeschild eine Berylliumlegierung sowie eine halbrunde Spitze aus Graphit verwendet. Der kegelförmige Wiedereintrittskörper hatte an der Basis einen Durchmesser von 59 cm und eine Länge von 1,37 m. Darin waren das Zündsystem, ein kleines Feststoff-Raketentriebwerk sowie der W58-Nukleargefechtskopf verbaut, der vom Lawrence Livermore National Laboratory entwickelt worden war. Das Gewicht des Wiedereintrittskörpers betrug 136 kg, wovon 117 kg auf den Nukleargefechtskopf entfielen. Der W58-Nukleargefechtskopf besaß eine Sprengleistung von 200 kT. Die Polaris-Raketen der Royal Navy verwendeten den ET.317- Nukleargefechtskopf aus eigener Produktion mit 200–225 kT. Die drei Mk-2-Wiedereintrittskörper konnten im Gegensatz zu den später entwickelten MIRV-Gefechtsköpfen nicht gegen verschiedene Ziele eingesetzt werden, sondern nur gegen ein Einzelziel. Die Wurfmasse der Polaris A3 betrug 611 kg. Die UGM-27C Polaris A3 hatte eine minimale Reichweite von rund 930 km sowie eine maximale von rund 4.630 km. Es wurde ein Streukreisradius (CEP) von rund 930 m erzielt.
Insgesamt wurden 644 UGM-27C Polaris A3 produziert. Diese waren auf 23 Booten der Lafayette-Klasse sowie auf den vier Booten der Resolution-Klasse stationiert. Ab 1968 wurden die Boote der George-Washington-Klasse und der Ethan-Allen-Klasse für den Einsatz der Polaris A3 umgerüstet. Die letzten Polaris A3 auf den Booten der United States Navy wurden im Oktober 1981 ausgemustert. Auf den Booten der Royal Navy blieb die Polaris A3 bis im Mai 1994 im Dienst. Während der Dienstzeit wurde die Polaris A3 mehrfach modernisiert und weiterentwickelt.

#### UGM-27C Polaris A3T „Antelope“
Als Reaktion auf das sowjetische Raketenabwehrsystem A-35 (NATO-Codename: ABM-1 Galosh) startete 1965 das Programm Polaris A3T Antelope, wobei die Polaris A3 mit der modifizierten Raketenhülle „Topsy“ und dem Wiedereintrittskörper „Hexo“ ausgestattet wurde. Dabei wurden die Lenkeinheiten der Raketen gegen elektromagnetische Impulse von Kernwaffenexplosionen im Weltraum geschützt. Alle Raketen der United States Navy und der Royal Navy wurden ab 1968 auf diesen Stand nachgerüstet.

#### UGM-27C Polaris A3TK „Chevaline“

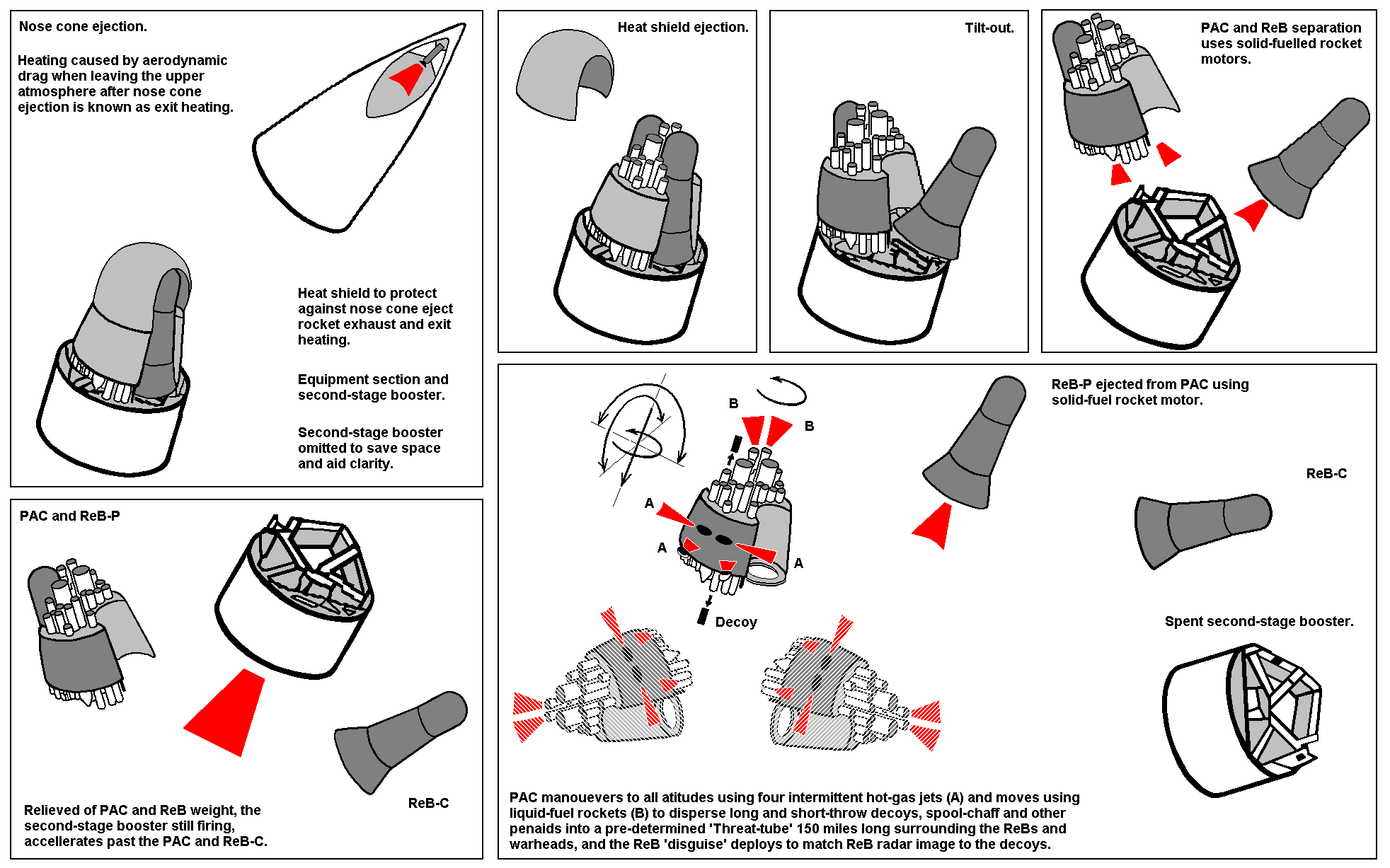
Skizze der Funktionsweise von Chevaline

Anfang der 1970er-Jahre begann die Royal Navy das Programm Chevaline. Ursprünglich aus dem eingestellten US-Programm Antelope hervorgegangen, wurde das Programm Super Antelope 1974 in Chevaline umbenannt. Die Polaris A3TK entstand zur Umgehung bzw. Überwindung der sowjetischen Raketenabwehr rund um Moskau und war 1982 einsatzbereit. Dafür wurde die Polaris A3TK mit einer neuen Gefechtskopfsektion ausgerüstet. Sowohl die Lenkeinheit als auch die Gefechtsköpfe waren gegen elektromagnetische Impulse von Kernwaffenexplosionen im Weltraum geschützt. In der Gefechtskopfsektion waren zwei Wiedereintrittskörper mit ET.317- Nukleargefechtsköpfen sowie ein Durchdringungshilfsmittel-Träger (englisch Penetration Aid Carrier oder PAC) untergebracht. In diesem waren Düppel, Täuschkörper und ein Störsender verbaut. Durch das erhöhte Gewicht der Gefechtskopfsektion hatte die Polaris A3TK eine reduzierte Reichweite von 3.610 km.

### Polaris B3 (Studien)
Im Rahmen der strategischen Studien der Jahre 1962–1964 wurde postuliert, dass die Sowjetunion nach 1967 über verbesserte Radarluftraumüberwachung und mit Abfangraketen eine wirksame Abwehr gegen US-Interkontinentalraketen besitzen könnte.
Daher wurden Polaris wie oben beschrieben mit Durchdringungshilfen ausgerüstet. Gleichzeitig wurde aber auch an der Polaris B3 gearbeitet. Sie hatte einen Durchmesser von 1.676 mm (66 Zoll), statt der bei der Polaris angestammten 1.372 mm (54 Zoll). Es gab Modelle mit einem oder mit drei Wiedereintrittskörpern mit verschiedener Bestückung (ein Gefechtskopf, mehrere Gefechtsköpfe, jeweils mit und ohne Durchdringungshilfen). Die Konfigurationen wurden B3A, B3B und so weiter genannt.
Die von Lockheed vorgeschlagene B3D sollte sogar einen Durchmesser von 1.880 mm (74 Zoll) haben und erforderte massive Umbauten an den Startsystemen der vorhandenen U-Boote. Geplant war eine Reichweite von 3.704 km (2.000 sm) sowie der Einsatz von drei Sprengköpfen nebst Durchdringungshilfen. Die Gefechtsköpfe und Durchdringungshilfen waren auf einer Plattform (Bus) montiert, welche den Wiedereintritt in die Atmosphäre mit Düsen, die flüssigen Stickstoff ausstießen, steuerten. Die Gefechtsköpfe konnten sowohl gegen harte Ziele als auch gegen verteidigte Städte und Industrieanlagen verwendet werden.
Mit der Einführung neuer Mk-12-Wiedereintrittskörper im März 1964 wurde eine neue Polaris B3 entwickelt, die sechs Mk 12 und Durchdringungshilfen tragen konnte. Auch diese Rakete hatte eine Reichweite von nur 3.704 km (2.000 sm), da es nach damaliger Doktrin mehr auf die Nutzlast denn auf die Reichweite der Raketen ankam. Die Transportplattform zur Mehrfachzielbekämpfung wurde ebenfalls verbessert und nun nicht mehr „Bus“, sondern „Mailman“ genannt. Im Oktober 1964 wurden B3-Varianten mit vier Mk 12 oder zwölf neuen kleinen Wiedereintrittskörpern von Lockheed vorgeschlagen. Ein Umbau des Mailman sollte eine flexiblere Mehrfachzielbekämpfung ermöglichen (Flexi-flier). Im selben Jahr wurden auch Pläne vorgestellt, Minuteman-Interkontinentalraketen auf dem Meeresgrund in einer Tiefe von bis zu 2.600 m unter dem Meeresspiegel zu stationieren. Diese Idee wurde aber nicht weiterverfolgt, da sie nicht zur strategischen Rolle der United States Navy (Bekämpfung von zivilen Infrastruktur- und Industriezielen) passte.
Auf der Basis der Polaris-B3-Studien wurde ab 1965 die UGM-73 Poseidon entwickelt.

### STARS
Nach der Aussonderung der Polaris A3 wurden einige dieser Raketen zur STARS (englisch Strategic Target System) umgerüstet. Diese werden als Zielraketen für die National Missile Defense verwendet. Weiter wurde STARS im Jahr 2020 für Tests mit dem C-HGB-Hyperschallgleiter für das Long-Range Hypersonic Weapon verwendet.

### Übersicht Polaris-Raketen
| Raketenmodell               | UGM-27A Polaris A1                       | UGM-27B Polaris A2                       | UGM-27C Polaris A3                       |
| --------------------------- | ---------------------------------------- | ---------------------------------------- | ---------------------------------------- |
| Länge                       | 8,69 m                                   | 9,45 m                                   | 9,86 m                                   |
| Rumpfdurchmesser            | 1372 mm                                  | 1372 mm                                  | 1372 mm                                  |
| Masse                       | 13.063 kg                                | 14.515 kg                                | 16.200 kg                                |
| Antrieb                     | 2 Stufen mit Feststoffraketentriebwerken | 2 Stufen mit Feststoffraketentriebwerken | 2 Stufen mit Feststoffraketentriebwerken |
| Lenksystem                  | Trägheitsnavigationssystem               | Trägheitsnavigationssystem               | Trägheitsnavigationssystem               |
| Gefechtskopf                | 1 × Mk 1 RV / W47-Y1 mit 600 kT          | 1 × Mk 1 RV / W47-Y2 mit 1.200 kT        | 3 × Mk 2 MRV / W58 mit je 200 kT         |
| Brennschlussgeschwindigkeit | 12.900 km/h (Mach 10,4)                  | 12.900 km/h (Mach 10,4)                  | 12.900 km/h (Mach 10,4)                  |
| Apogäum                     | 600 km                                   | 800 km                                   | 800 km                                   |
| Reichweite                  | 2.220 km                                 | 2.780 km                                 | 4.630 km                                 |
| Streukreisradius (CEP)      | 1,8 km                                   | 1,2–3,7 km                               | 0,93 km                                  |

## Stationierung und Einsatzkonzept

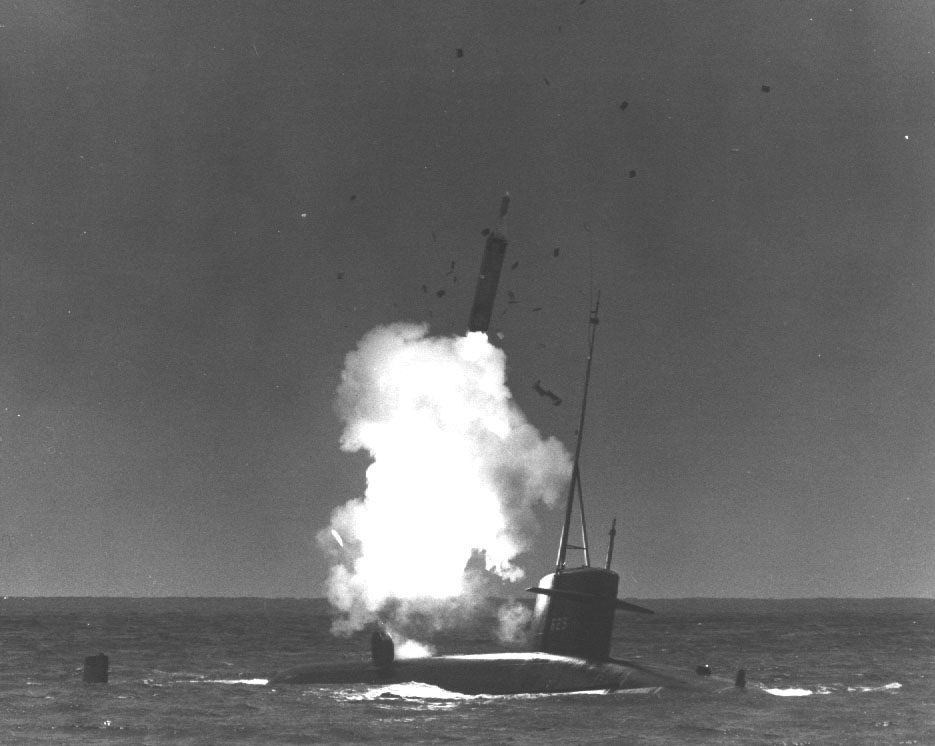
Die USS Henry Clay startet 1964 eine Polaris A2

Die UGM-27 Polaris war ab 1960 auf den U-Booten der George-Washington-Klasse, der Ethan-Allen-Klasse, der Lafayette-Klasse sowie deren Unterklassen James-Madison-Klasse und Benjamin-Franklin-Klasse stationiert. Insgesamt wurden 31 Boote der United States Navy mit der Polaris ausgerüstet. Weiter war die Polaris auf den vier U-Booten der Resolution-Klasse der Royal Navy stationiert. Die Polaris-Boote operierten im Nordatlantik, der Nordsee sowie im Mittelmeer. Für diese Boote standen die Marinebasis Rota in Spanien und der Stützpunkt Holy Loch in Schottland zur Verfügung. Die britischen Polaris-U-Boote waren in Faslane-on-Clyde stationiert. Ab 1971 wurden die Boote der Lafayette-Klasse, James-Madison-Klasse und Benjamin-Franklin-Klasse mit der moderneren UGM-73 Poseidon ausgerüstet. Die Boote der George-Washington-Klasse und der Ethan-Allen-Klasse blieben weiterhin mit der Polaris A3 beladen und wurden in den Pazifischen Ozean verlegt. Dort gingen sie entlang der Ostküste der Sowjetunion auf Patrouille. Für diese Boote standen die Stützpunkte Apra Harbor auf Guam, die United States Naval Base Subic Bay auf den Philippinen sowie Pearl Harbor auf Hawaii zur Verfügung. Die Polaris-Raketen waren ein wichtiger Bestandteil der MAD-Doktrin. Die Raketen waren aufgrund ihres großen Streukreisradius (CEP) primär für einen Zweitschlag vorgesehen. Zu den wahrscheinlichen Zielen gehörten Militärflugplätze, Militärbasen, militärische Depots sowie zivile Infrastruktur und Industrie.
Jedes U-Boot konnte 16 startbereite Polaris-Raketen in den Raketenschächten mitführen. Die Schächte waren beheizt, so dass darin eine optimale Temperatur für den Raketentreibstoff herrschte. Die Raketen waren mit Stoßdämpfern an den Wänden der Raketenschächte fixiert. Die Raketen an Bord wurden mit den Feuerleitsystemen Mk 80 (für die UGM-27A/B) und Mk 84 (für die UGM-27C) gesteuert und überwacht. Ein Startbefehl wurde über Längstwelle (VLF / SLF) an ein U-Boot gesendet. Für dessen Empfang schleppte das Boot am Heck ein 550–640 m langes Antennenkabel hinterher. Der verschlüsselte Startbefehl wurde von Langwellensendern an Land oder ab 1969 von Flugzeugen vom Typ EC-130 „TACAMO“ mit dem Airborne Launch Control System (ALCS) an Bord gesendet. Nach dem Erhalt eines Startbefehls musste dieser unabhängig von zwei Offizieren auf seine Echtheit geprüft werden. Danach öffneten zwei weitere Offiziere einen Tresor mit Doppeltür. Zu jeder dieser Türen hatte jeweils nur ein Offizier (und ein Ersatzmann) den Code für das Zahlenkombinationsschloss. Der Tresor enthielt den Schlüssel zur Aktivierung der Startsequenz und wurde von den beiden Offizieren dem U-Boot-Kommandant übergeben. Weiterhin musste der Waffenoffizier einen weiteren Tresor öffnen, der den zum Start der Raketen benötigten Auslöser enthielt. Nachdem ein Startbefehl eingegangen war, musste mit dem SINS (Ships Inertial Navigation System) die aktuelle Position des U-Bootes bestimmt werden. Dazu wurde unter anderem das LORAN-Funknavigationssystem und das Transit-Satellitennavigationssystem genutzt. Danach wurden die Polaris-Lenkeinheiten hochgefahren und die aktuellen Koordinaten eingegeben. Die Startvorbereitungen dauerten anfänglich rund 50 Minuten und konnten später auf etwa 15 Minuten reduziert werden. Die Startsequenz wurde vom U-Boot-Kommandant und dem Waffenoffizier ausgelöst. Danach wurden mit einer kurzen Verzögerung die Raketen in einem minimalen Intervall von 54 Sekunden gestartet. Der Raketenstart konnte aus einer Tauchtiefe von 20–30 m erfolgen. Beim Start wurden die Polaris-A1/A2-Raketen mit Druckluft und die Polaris-A3-Raketen mit Gasdruck aus dem Raketenschacht gestoßen. Nach einer Strecke von rund 10 m zündete die erste Raketenstufe und die Rakete bewegte sich in Richtung Wasseroberfläche.
Nach dem Durchstoßen der Wasseroberfläche nahm die Rakete den einprogrammierten Kurs ein und bewegte sich himmelwärts. Nachdem die erste Raketenstufe ausgebrannt war, wurde sie mit Pyrobolzen abgesprengt. Danach zündete die zweite Raketenstufe. Nachdem die Rakete eine vorbestimme Höhe erreicht hatte, wurde bei der Polaris A3 die Nutzlastverkleidung abgesprengt und mit kleinen Raketentriebwerken aus der Flugbahn der Rakete zu befördern. Während der Beschleunigungsphase ermittelte die Lenkeinheit die nötigen Lenkkommandos, um die Rakete auf dem vorgegebenen Kurs zu halten. Mit dem Ausbrennen oder der Schubterminierung der zweiten Raketenstufe wurde der Wiedereintrittskörper abgetrennt und die Raketenstufe mit Bremsraketen abgebremst. Die Brennschlussgeschwindigkeit betrug bis zu 12.900 km/h (Mach 10,4). Der Weiterflug des Wiedereintrittskörpers erfolgte nun steuer- und antriebslos auf der Flugbahn einer Wurfparabel. Dabei konnte das Apogäum bei der UGM-27A rund 600 km und bei der UGM-27B/C rund 800 km betragen. Der W47-Gefechtskopf der Polaris A1/A2 konnte in der Luft oder bei Bodenkontakt gezündet werden. Bei der Polaris A3 wurde mit dem Ausbrennen oder der Schubterminierung der zweiten Raketenstufe der Rahmen mit den drei Mk-2-Wiedereintrittskörpern abgetrennt. Dieser folgte nun einer antriebslosen Trajektorie. Kurz vor dem Wiedereintritt wurden die drei Wiedereintrittskörper mit Pyrobolzen von dem Rahmen abgesprengt. Zeitgleich zündeten an den Hecks der Wiedereintrittskörper kleine Raketentriebwerke, welche diese beschleunigte und in Rotation versetzte. Die Wiedereintrittskörper fielen nun in Formation in Richtung Ziel. Dort schlugen sie kurz nacheinander, in einem gleichseitigen Dreieck mit einer Seitenlänge von rund 1,85 km um das Ziel ein. Die W58-Gefechtsköpfe konnten in der Luft oder bei Bodenkontakt gezündet werden. Die Wirkung der drei Kernwaffenexplosionen entsprach einer einzelnen Explosion mit 1.000 kT Sprengkraft.

## Status
Die UGM-27 Polaris befand sich von 1960 bis 1981 auf den U-Booten der George-Washington-Klasse, der Ethan-Allen-Klasse, der Lafayette-Klasse sowie deren Unterklassen James-Madison-Klasse und Benjamin-Franklin-Klasse im Einsatz. Ab 1971 wurden die Boote der Lafayette-Klasse, James-Madison-Klasse und Benjamin-Franklin-Klasse mit dem Nachfolgemodell UGM-73 Poseidon ausgerüstet. Die letzte Polaris-Patrouille wurden 1981 von der USS Robert E. Lee (SSBN-601) durchgeführt. Bis zum Oktober 1981 wurden alle Polaris-Raketen aus den noch verbleibenden U-Booten entladen. Insgesamt führte die United States Navy 1.245 Polaris-Patrouillenfahrten durch.
Die Royal Navy nutzte die Polaris A3 bis 1994 im aktiven Dienst, wobei die letzte Patrouillenfahrt eines britischen U-Boots mit Polaris-Raketen durch die HMS Repulse (S23) im Mai desselben Jahres erfolgte. Die UGM-27 Polaris wurde von der Royal Navy nachfolgend durch die UGM-133 Trident II ersetzt.

## Künstlerische Rezeption
Die US-amerikanische Thrash-Metal-Band Megadeth thematisiert die Polaris-Rakete(n) als Symbol für den Atomkrieg an sich in dem Lied Rust in Peace… Polaris, dem letzten Stück und zugleich Titellied ihres Albums Rust in Peace (englisch für „Roste in Frieden“), erschienen im Jahr 1990. Der Text beschreibt die Folgen eines Atomkrieges und sagt, dass die Auslöschung der Bevölkerung der Erde die Polaris lieben würde („Eradication of Earth's population loves Polaris“), drückt aber auch die Hoffnung aus, dass alle Gefechtsköpfe in Frieden rosten werden („The warheads will all rust in peace“).